# Língua löyöp
Löyöp (løjøp) (anteriormente conhecido como Lehalurup) é uma língua Oceânica falada por cerca de somente 240 pessoas, na costa leste da ilha Ureparapara nas Ilhas Banks de Vanuatu. É diferente de lehali, a língua falada na costa oeste da mesma ilha.
A língua era originalmente nativa das Ilhas Rowa, tendo sido trazida para Urepapapara por volta da década de 1930, quando um tsunâmi atingiu as Ilhas Reef e forçou os falantes a se mudarem..

## Nome
O nome Löyöp refere-se à área chamada "Baía dos Mergulhadores", na parte leste de Ureparapara. Deriva de uma forma das línguas Proto-Torres–Banks , loroβi. O nome Lehalurup uma vez usado por certos autores (por exemplo, Tryon) é de etimologia desconhecida: pode resultar de um erro de transcrição, possivelmente sob a influência da vizinha língua lehali (também de origem incerta).

## Fonologia
Löyöp apresenta fonemicamente contrasta 16 consoantes e 11 vogais.

### Consoantes
|           |                | Labiovelar | Bilabial | Alveolar | Pós-alveolar | Dorsal |
| --------- | -------------- | ---------- | -------- | -------- | ------------ | ------ |
| Nasal     | Nasal          | ŋ͡mʷ ⟨m̄⟩    | m ⟨m⟩    | n ⟨n⟩    |              | ŋ ⟨n̄⟩  |
| Oclusiva  | surda          | k͡pʷ ⟨q⟩    | p ⟨p⟩    | t ⟨t⟩    | t͡ʃ ⟨j⟩       | k ⟨k⟩  |
| Oclusiva  | pré-nasalizada |            |          | ⁿd ⟨d⟩   |              |        |
| Fricativa | Fricativa      |            | β ⟨v⟩    | s ⟨s⟩    |              | ɣ ⟨g⟩  |
| Semivogal | Semivogal      | w ⟨w⟩      |          | l ⟨l⟩    |              | j ⟨y⟩  |

### Vogais
São dez os monotongos curtos  - /i ɪ ɛ æ a œ ø y ɔ ʊ/ e um ditongo /i͡ɛ/.
|               | Anterior | Anterior | Posterior |
| plain         | round    |          | Posterior |
| ------------- | -------- | -------- | --------- |
| Fechada       | i ⟨i⟩    | y ⟨u⟩    |           |
| quase Fechada | ɪ ⟨ē⟩    | ø ⟨ö⟩    | ʊ ⟨ō⟩     |
| meio Aberta   | ɛ ⟨e⟩    | œ ⟨ë⟩    | ɔ ⟨o⟩     |
| quase Aberta  | æ ⟨ä⟩    |          |           |
| Aberta        | a ⟨a⟩    | a ⟨a⟩    | a ⟨a⟩     |

## Escrita
A forma do alfabeto latino usada pela língua não apresentas a consoantes B, C, F, H, R, X, Z. Usam-se as formas M e N com barra superior.

## Gramática
O sistema de pronomes pessoais em Löyöp contrasta em clusividade da 1.ª pessoa do plural, e distingue quatro  números gramaticais (singular, dual, trial, plural).
A referência espacial em löyöp é baseada em um sistema de direcionais geocêntricos absoluto, que é em parte típico das línguas oceânicas, e ainda inovador.

## Classes de palavras

### Substantivos
Substantivos são usados para descrever uma pessoa, lugar ou coisa. Substantivos em Äiwoo podem ser combinados com um sufixo para mostrar um caso possessivo. Um exemplo disso é tumo 'meu pai'. Outros substantivos em Äiwoo podem ser seguidos por uma partícula possessiva, como em kuli nou 'meu cachorro'.

#### Substantivos ligados
Um subtipo de substantivos são os substantivos vinculados. Substantivos vinculados agem como substantivos, mas não podem ser usados sozinhos, mas precisam ser emparelhados com um verbo, caso possessivo ou outro substantivo.

#### Substantivos locais
Outro subtipo de substantivos é chamado de substantivos locais. Substantivos locais não são como substantivos regulares porque podem ser usados para indicar um local sem a preposição
|ngä: ikuwä ngââgu
|'Vou para o mato.'}}

### Verbos
Os verbos em Äiwoo são divididos em três classes diferentes: verbos intransitivos, verbos A e verbos O.

#### Verbos intransitivos
Estes combinam apenas com o substantivo ou pronome one para formar uma frase, mas também recebem um prefixo para indicar uma ação.
|ikuwä
|‘Eu vou’}}

#### Verbos A
Da mesma forma que os verbos intransitivos, os verbos A recebem um prefixo para indicar uma ação; no entanto, eles combinam com outro substantivo ou pronome.
|ikiläke nate
|'Estou cortando lenha.'}}

#### Verbos O
Diferente dos verbos intransitivos, os verbos O levam sufixos para dizer quem está realizando a ação com o substantivo e o pronome.
|nyenaa eângâ kiläkino
|'Eu derrubo a árvore.'}}

#### Estrutura fonológica dos verbos
Não há verbos que comecem com os sons a, ä, â ou o. A maioria dos verbos em Äiwoo começa com o fonema /e/ seguido por uma vogal, como por exemplo eâmoli 'olhar'.

#### Derivação verbal
Os verbos que começam com os fonemas /v/ e /w/ são definidos como verbos causativos. Os verbos causativos são formados pela combinação de um prefixo causativo com as letras /v/ e /w/. Na língua Äiwoo, os dois prefixos causativos são wâ- e vä-.
|wanubo
|'matar'}}

### Preposições
Na língua Äiwoo, ngä e go são duas preposições importantes. ngä se traduz em 'em, em, em, para, de', enquanto go corresponde a 'para, com, por causa de'.

## Pronomes
Os pronomes são palavras que substituem os substantivos. Um exemplo de pronome é iu 'eu'.

### Marcadores possessivos
Marcadores possessivos são usados após um substantivo para mostrar o possuidor de uma pessoa, lugar ou coisa.
|nenu numo
|‘meu coco’}}

### Marcadores relacionais
Da mesma forma que os marcadores possessivos, os marcadores relacionais são usados para mostrar relações entre um substantivo e outra coisa.
|sim lä nuumä
|'uma pessoa da aldeia'}}

### Demonstrativos
O demonstrativo Äiwoo pode cobrir várias funções sintáticas, mas todas compartilham a propriedade de distinguir entre uma forma 'aqui, perto' e uma forma 'lá, longe'.

### Conjunções
As conjunções são usadas para ligar frases ou orações.
|eä
|'e'}}

### Quantificadores
Quantificadores são palavras que são usadas para mostrar quantidade.
|du
|'todos'}}

### Interjeições
Interjeições são adjetivos que são usados sozinhos sem a necessidade de outras palavras descritivas.
|sikai
|'Ah!'}}

## Morfologia

### Formas de sujeito intransitivo
Na língua Äiwoo, lu- e li- estão intimamente relacionados ao radical do verbo e são, portanto, os prefixos de sujeito mais antigos ainda usados. Os outros prefixos de sujeito que seguem depois de lu- e li- são mais novos, criaram outros papéis sintáticos. No entanto, uma exclusão da lista de novos prefixos de assunto é com i.

### Formas de sujeito transitivo
As formas de sujeito transitivo são sufixadas. Além disso, as formas de sujeito transitivo têm formas do tipo possessivo

### Nominalizar prefixos
Existem oito prefixos nominalizadores diferentes que são combinados com um verbo para criar um substantivo que descreve uma pessoa, coisa ou lugar. Esses prefixos são:
| mi-  | 'quem/qual'           |
| gi-  | 'macho humano'        |
| si-  | 'fêmea humana'        |
| eu-  | 'humano'              |
| pe-  | 'coletivo p/ humanos' |
| ne-  | 'lugar'               |
| de-  | 'coisa, instrumento'  |
| nyi- | 'maneira, jeitoa'     |

### Prefixos de classe
Na língua Äiwoo, os prefixos de classe são combinados com um substantivo ou verbo.

### Prefixos de marcação de gênero
Os prefixos de marcação de gênero Äiwoo podem ser rastreados até sua origem oceânica. Para criar um prefixo de marcação de gênero, gi- e si- dos prefixos nominalizadores são combinados com substantivos.

## Sintaxe
A linguagem Äiwoo segue a ordem das palavras OVS ou Objeto-Verbo-Assunto.

### Transitividade
Em Äiwoo, três orações verbais diferentes são distinguidas: intransitiva, transitiva e semitransitiva. A principal diferença entre essas três orações verbais é que os intransitivos dizem respeito a apenas uma pessoa, enquanto os transitivos e semitransitivos dizem respeito a mais de uma pessoa.
Nas línguas oceânicas, as orações intransitivas seguem o formato do sujeito e do verbo. As orações transitivas seguem a ordem objeto, verbo, sujeito. As orações semitransitivas usam verbos intransitivos com sujeito e objeto, resultando em uma ordem frasal estruturada de sujeito, verbo e objeto